# ローゼイ (カナダ)
ローゼイ、ロスセイ（英：Rothesay [ˈrɒ(θ)seɪ]、仏：Rothesay）は、ニューブランズウィック州キングス郡にある港町。

## 概要
ニューブランズウィック州南部に位置し、現在はセントジョンのベッドタウンとして機能している。

## 歴史
1860年8月4日造船の中心地として建設され開拓された。1998年1月1日にセントジョン川東側に存在したKingshurst、Fairvale、Renforthという町と合併し、新ローゼイが誕生した。

## 気候
湿潤大陸性気候で夏はかなり温暖だが冬は長く低温で特に真冬は非常に寒い。気温の年較差は大きい。